# A. W. Faber Modell 366

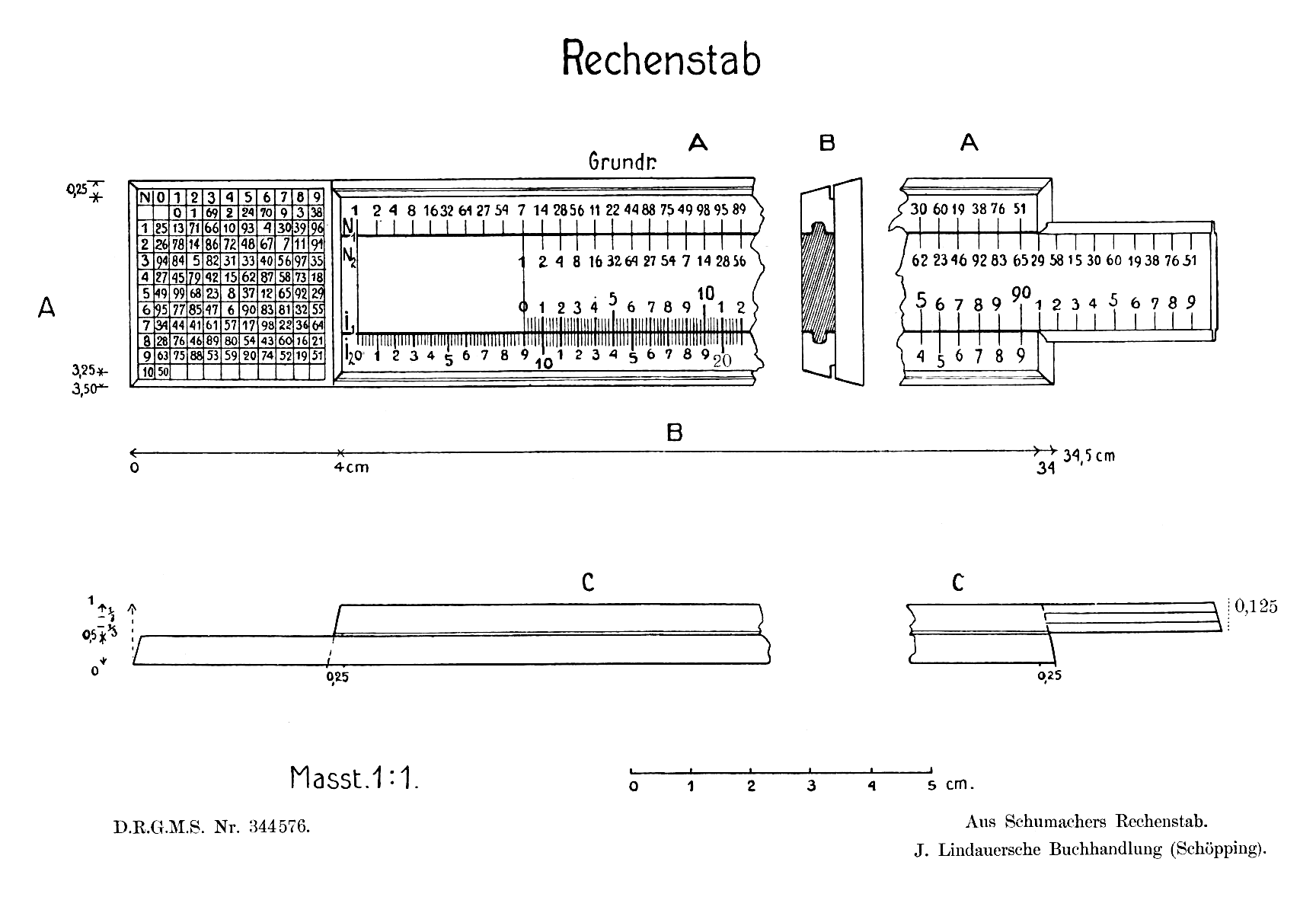
Schumachers Originaldesign für den Rechenschieber

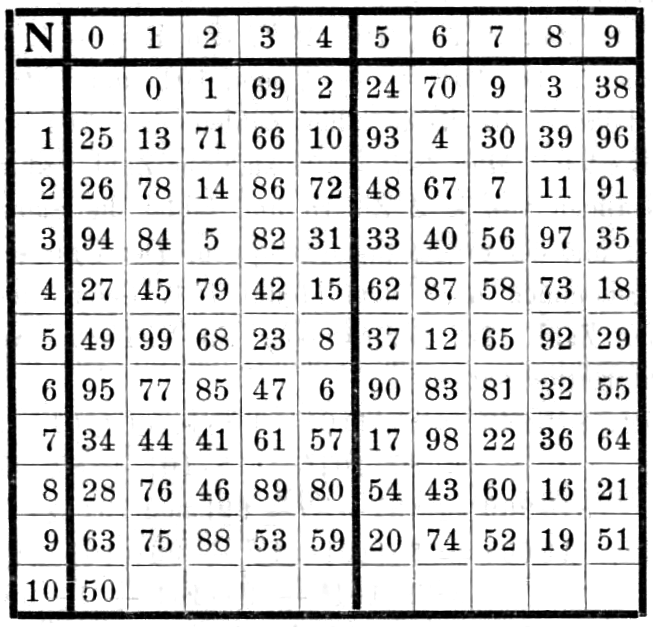
Nummerntabelle auf dem Rechenschieber

Das A. W. Faber Modell 366 war ein ungewöhnliches Modell eines Rechenschiebers, das in Deutschland von Faber-Castell um 1909 mit Skalen, die dem von Johannes Schumacher erfundenen „Schumacher-System“ folgten und ein System verwendeten, das diskreten Logarithmen ähnelte, um Produkte von ganzen Zahlen ohne Annäherung zu berechnen.

## Internetquelle
- Hochauflösende Bilder des Rechenschiebers Modell 366. Oughtred Society, abgerufen am 13. Mai 2024 (englisch).